# Ельцовка (Томская область)
Ельцовка — исчезнувший посёлок в Колпашевском районе Томской области. На момент упразднения входил в состав Инкинского сельсовета. Упразднен в 1972 году.

## География
Посёлок располагался на реки Ельцовка (приток реки Каршан), в 43 км (по прямой) к юго-западу от села Инкино.

## История
Посёлок возник в начале 1930-х годов, когда бассейн реки Каршан стал местом расселения спецпоселенцев из числа кулаков. По данным на 1938 год спецпосёлок Ельцовка подчинялся Каршанской поселковой комендатуре. В посёлке проживала 53 семьи спецпоселенцев.
С 1942 по 1954 года входил в состав Шудельского сельсовета.
Решением № 186 Томского облисполкома от 20 июля 1972 г. посёлок Ельцовка исключен из учётных данных.

## Население
| 1939 | 1952 | 1959 | 1970 |
| ---- | ---- | ---- | ---- |
| 247  | ↘116 | ↘8   | ↘0   |

В 1938 году в поселке проживало 219 человек спецпоселенцев, в том числе 41 мужчина, 58 женщин и 120 детей до 16 лет.